# 维格纳晶格
维格纳晶格（英語：Wigner lattice）是凝聚体物理学中电子的一種規則排列陣列，是低密度之正電荷海中電子氣的势能最低的組態，其中库仑作用在其动能佔優勢地位。